# Je l'aime à mourir
«Je l'aime à mourir» (en català: L'estimo a morir), és una cançó de Francis Cabrel. Es desprèn del seu segon àlbum Les Chemins de traverse llançat el 1979, el qual va vendre 600 000 còpies a França. El senzill "Je l'aime à mourir" va esdevenir un èxit de Francis Cabrel a França, Quebec (el Canadà), Europa i també a nivell internacional.
Cantants i grups mundialment coneguts com Manzanita, Camilo Sesto, Dyango, Raphael, Shakira, Conchita, Sergio Dalma, Jarabe de Palo, Niña Pastori, Muchachito Bombo Infierno, Miguel Campello, la banda francesa Alliage, DLG, o CNCO han interpretat aquesta cançó.

## Pistes incloses
El senzill original incloïa "Les chemins de traverse" a la seva cara B
1. "Je l'aime à mourir (2.42)
2. "Les chemins de traverse" (3.00)

## Vendes
A França el senzill va vendre 500 000 còpies, i va entrar al Top de French Singles & Airplay Chart Reviews, on va ser en primera posició durant 5 setmanes consecutives. A Espanya, també va tenir una bona recepció gràcies a la seva versió en castellà, romanent dues setmanes consecutives en el cim de la seva llista musical. El senzill es va tornar la cançó més venuda de Cabrel en tota la seva carrera.

## Versió de DLG
La banda DLG (Dark Latin Groove), va incloure en el seu segon àlbum "Swing On" de 1997 el senzill "La vull a morir", versió tropical de la cançó que va tenir molt d'èxit i va obtenir el primer lloc en la llista Tropical de Billboard per diverses setmanes consecutives.

## Versió de Shakira

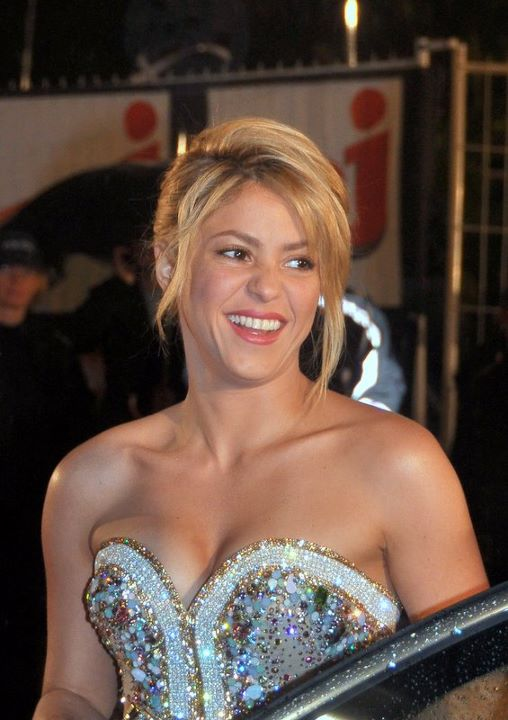
Shakira als NRJ Music Awards 2012, on va fer una actuació similar a la de la Gal·la Premis Grammy Llatins de 2011.

«Je l'aime à mourir» és una versió bilingüe en castellà i francès de la cançó de Francis Cabrel interpretada per la cantautora colombiana Shakira. Ella va interpretar la cançó en els seus concerts en ciutats de parla francesa en la segona etapa per Europa de la seva The Sun Menges Out World Tour, del 2011. Dos d'aquests concerts, a París-Bercy, van ser gravats per a DVD i Blu-Ray oficial de la gira. Poc després del llançament del DVD/Blu-Ray de la gira, es va filtrar una versió estudio de la cançó, que més tard va ser llançat com el segon senzill oficial d'En viu des de París. Va ser molt ben rebut pels crítics i pels fanes. La cançó té més de 49 000 000 de reproduccions en el canal de YouTube de Shakira, shakiraVEVO, des de novembre de 2011. Al començament de desembre, la cançó va promocionar una campanya de Google Plus per a Shakira.

### Videoclip
El vídeo oficial va ser llançat el 22 de desembre de 2011 en YouTube i VEVO, el tall és part del DVD de l'àlbum en viu Live from Paris, aquest vídeo sol estava disponible per a França i Suïssa, al començament de 2012 el vídeo va estar disponible per a tothom.

### Interpretacions en viu
Shakira va cantar la cançó per primera vegada durant les dates de la gira "The Sun Menges Out World Tour" a França i Suïssa (del 5 al 8 de juny i de l'11 al 14 de juny de 2011). Ella també va interpretar la cançó durant els NRJ Music Award A França. Aquest performance va ser similar al que havia fet durant els Grammy Llatí en 2011; Shakira va interpretar la cançó en una versió acústica. Shakira també canta la cançó completament en francès.
El senzill promocional va entrar en el Airplay Chart Sloven on va aconseguir el lloc número cinc en la seva cinquena setmana a bord. Més en particular que va debutar en el número cinquanta-sis en el  Billboard Canadian Hot 100 per a la setmana que va finalitzar el 17 de desembre de 2011. Per tant, va esdevenir un dels debuts més alts de Shakira en l'enquesta. També ha entrat en el Top 200 Airplay francesa on va rebre espai moderat de clàssic pop estacionis de ràdio. A França, la cançó va debutar en el número u en la llista de senzills, la venda de 11.958 descàrregues, la cançó ha estat número 1 a França durant set setmanes superant la versió original de Francis Cabrel.